# Соса (Тіба)

35°42′28″ пн. ш. 140°33′52″ сх. д. / 35.70778° пн. ш. 140.56444° сх. д.
Со́са (яп. 匝瑳市, そうさし, МФА: [soːsa ɕi̥]) — місто в Японії, в префектурі Тіба.

## Короткі відомості
Розташоване в північно-східній частині префектури, на березі Тихого океану. Виникло на основі декількох сільських поселень раннього нового часу. Засноване 2006 року шляхом об'єднання міста Йокай-Ітіба з містечком Носака. Основою економіки є сільське господарство, рисівництво, вирощування овочів та фруктів. Станом на 1 жовтня 2008 площа міста становила 101,78 км². Станом на 1 січня 2009 населення міста становило 40 928 осіб.